# Trélissac Football Club
El Trélissac Football Club es un equipo de fútbol de Francia que juega en la Championnat National 3 (Grupo B), la quinta liga de fútbol francés más importante del país.

## Historia
El club Trélissac FC fue fundado en el año 1950 en la ciudad de Trélissac, este club ha estado toda su historia deportiva jugando en las ligas regionales y amateur de Francia, actualmente el club juega en la liga Championnat National 2 desde la temporada 2010/11.